# أوقيانوسيا
أوقيانوسيا أو أُقْيَنُوسية هي منطقة جغرافية تشمل أستراليا وميلانيزيا وميكرونيسيا وبولنيزيا. تمتد أوقيانوسيا عبر نصفي الكرة الشرقي والغربي وتبلغ مساحتها 8,525,989 كم² (3,291,903 ميل مربع) وبلغ عدد سكانها أكثر من 44.4 مليون نسمة عام 2022. تُعد أوقيانوسيا، مقارنة بالقارات الأخرى، الأصغر من حيث المساحة، وثاني أصغر منطقة من حيث عدد السكان بعد القارة القطبية الجنوبية (أنتاركتيكا).
لأوقيانوسيا مزيج متنوع من الاقتصادات، بدءًا من الأسواق المالية بالغة التطور والتنافسية على الصعيد العالمي كأستراليا وكاليدونيا الجديدة ونيوزيلندا، وهي دول تحتل مرتبة عالية من حيث مؤشر نوعية الحياة والتنمية البشرية، وصولًا إلى الاقتصادات الأقل نموًا بكثير كبابوا غينيا الجديدة، وغرب غينيا الجديدة، وكيريباتي، وفانواتو، وتوفالو، وكذلك الاقتصادات متوسطة الحجم في جزر المحيط الهادئ مثل بالاو، وفيجي، وتونغا. تُعد أستراليا أكبر دول أوقيانوسيا وأكثرها اكتظاظًا بالسكان، وتُعتبر سيدني أكبر مدنها.
وصل المستوطنون الأوائل لأستراليا وغينيا الجديدة والجزر الشرقية الكبيرة قبل أكثر من 60,000 سنة. اكتشف الأوروبيون أوقيانوسيا للمرة الأولى منذ القرن السادس عشر فصاعدًا. وصل الملاحون البرتغاليون إلى جزر تانيمبار وبعض جزر كارولين وغرب بابوا غينيا الجديدة بين عامي 1512 و1526. في رحلته الأولى في القرن الثامن عشر، ذهب جيمس كوك، الذي وصل لاحقًا إلى الجزر الهاوايية بالغة التطور، إلى تاهيتي واتبع للمرة الأولى الساحل الشرقي لأستراليا. شهدت جبهة المحيط الهادئ عملًا كبيرًا خلال الحرب العالمية الثانية، خصوصًا بين قوات الولايات المتحدة وأستراليا (قوات الحلفاء)، وبين اليابان (قوى المحور).
أدى وصول المستوطنين الأوروبيين في القرون اللاحقة إلى تغيير كبير في المشهد الاجتماعي والسياسي في أوقيانوسيا. يتزايد، في الوقت المعاصر، النقاش حول الأعلام الوطنية ورغبة بعض الأوقيانوسيين في إظهار هويتهم المميزة والفردية. يُعد الفن الصخري للسكان الأصليين الأستراليين أقدم تقليد فني لا يزال يُمارس باستمرار في العالم. تُعتبر قمة بونتشاك جايا في بابوا أعلى قمة في أوقيانوسيا، إذ يبلغ ارتفاعها 4,884 متر. معظم بلدان أوقيانوسيا ديمقراطيات برلمانية تمثيلية متعددة الأحزاب، وتشكل السياحة مصدرًا كبيرًا للدخل لدول جزر المحيط الهادئ.

## التسمية
تم ابتكار هذا المصطلح (Océanie) تقريباً عام 1812 من قبل الجغرافي كونارد مالت - برون. أشتقت كلمة (Océanie) من الكلمة اليونانية (ὠκεανός) وتلفظ (ōkeanós) أي المحيط.

## التاريخ
أول قدوم للإنسان لأوقيانوسيا كان ما بين 40,000 و 125,000 سنة مضت من جنوب شرق آسيا: انقسموا إلى سكان البابوا الحاليين وإلى الأستراليين الأصليين. وأول دفعة كانت من شعوب الأسترونيزية التي يرجع أصلها لآسيا، وامتدت شرقا إلى جزيرة القيامة.
كان استكشاف أوقيانوسيا من قبل الأوروبيين في بدايات القرن 16، حققت إسبانيا بقيادة الرحالة فرديناندو ماجلان في بعثة الطواف حول العالم لأول مرة، حيث اكتشف في هذه الرحلة جزر ماريانا والجزر الأخرى من أوقيانوسيا. وفي الأربعينات من القرن 16 زار الرحالة آبل تاسمان كل من شمال غرب أستراليا وتسمانيا ونيوزيلندا وتونغا وجزر فيجي. وفي القرن 18 اكتشف جيمس كوك جزر المحيط الهادي والساحل الشرقي لأستراليا.
في عام 1789 حدث تمرد ضد نائب الأدميرال للبحرية الملكية البريطانية ويليام بلاي مما سبب هروب العديد من المتمردين من البحرية الملكية واستوطنو جزر بيتكيرن، والتي أصبحت فيما بعد مستعمرة بريطانية.
وفي 1931 قام جول دومون دورفيل بتقسيم الجزر في المحيط الهادئ إلى ميكرونيزيا وميلانيزيا وبولينيزيا، جنبا مع أستراليا مشكلين التقسيم التقليدي والمتداول.

### أستراليا
السكان الأصليون الأستراليون هم السكان الأصليون للقارة الأسترالية والجزر المجاورة، وقد هاجروا من أفريقيا إلى آسيا منذ 70,000 عام تقريبًا، ووصلوا إلى أستراليا منذ 50,000 عام تقريبًا. يُعتقد أن هجرتهم من أوائل الهجرات البشرية خارج أفريقيا. رغم احتمال هجرتهم إلى أستراليا عبر جنوب شرق آسيا، فإنهم لا يرتبطون على نحو واضح بأي سكان آسيويين أو بولنيزيين معروفين. يوجد ما يدل على وجود تبادل جيني ولغوي بين الأستراليين في أقصى الشمال وبين الشعوب الأسترونيزية في غينيا الجديدة والجزر الحالية، ولكن قد يكون ذلك نتيجة للتجارة والتزاوج في الآونة الأخيرة.
وصل السكان الأصليون تسمانيا، منذ 40,000 عام تقريبًا، بالهجرة عبر جسر بري من البر الرئيسي الذي تواجد خلال العصر الجليدي الأخير. يُعتقد بحدوث أول هجرة بشرية باكرة إلى أستراليا عندما شكلت هذه الكتلة اليابسة جزءًا من قارة أستراليا، واتصلت بجزيرة غينيا الجديدة عبر جسر بري. يقطن السكان الأصليون لجزر مضيق توريس بها، وهي جزر تقع في أقصى الطرف الشمالي لكوينزلاند بالقرب من بابوا غينيا الجديدة. تُعد رفات إنسان مونغو أقدم رفات بشرية محددة عُثر عليها في أستراليا، ويعود تاريخها إلى نحو 40,000 عام.

## التعريفات الجغرافية والنطاق
تختلف تعاريف حدود أوقيانوسيا، ومع ذلك، تُعد جزر بونين، وهي جزر تقع بأقصى الحدود الجغرافية لأوقيانوسيا، جزء لا يتجزأ من اليابان، وتُعد جزر هاواي ولاية أمريكية، وجزيرة كليبرتون ملكية فرنسية، وجزر خوان فرنانديز جزر تتبع تشيلي، وجزيرة ماكواري جزيرة تنتمي لأستراليا. لدى الأمم المتحدة تعريفها الجغرافي السياسي الخاص بأوقيانوسيا، ولكنه يتألف من كيانات سياسية منفصلة، ومن ثم فإنه يستثني جزر بونين، وجزر هاواي، وجزيرة كليبرتون، وجزر خوان فرنانديز، وجزيرة القيامة، من حدودها المعرفة.
صاغ الجغرافي كونراد مالت برون الكلمة الفرنسية Océanie عام 1812 تقريبًا. تُشتق كلمة Océanie من الكلمة اللاتينية oceanus، وهي بدورها مشتقة من الكلمة اليونانية ὠκεανός التي تُلفظ (ōkeanós) أوقيانوس، وتعني المحيط. يُستخدم مصطلح أوقيانوسيا نظرًا لأن المحيط، على عكس التجمعات القارية الأخرى، هو الذي يربط أجزاء المنطقة معًا.
- تشمل أوقيانوسيا، بحسب مفهوم الأمم المتحدة الجغرافي السياسي الذي تستخدمه اللجنة الأولمبية الدولية والعديد من الأطالس، أستراليا ودول المحيط الهادئ بداية بابوا غينيا الجديدة شرقًا، ولكنها لا تضم غرب غينيا الجديدة.[5]

تُعد أوقيانوسيا، في بعض البلدان، كالبرازيل، قارة، أي أنها «أحد أجزاء العالم»، وذلك مع عدم تواجد مفهوم أستراليا كقارة. يجمع بعض الجغرافيين الصفيحة القارية الأسترالية مع الجزر الأخرى في المحيط الهادئ في «شبه قارة» واحدة تسمى أوقيانوسيا.

## الجغرافيا

### الجغرافيا
تكونت أوقيانوسيا في الأصل من أراضي المحيط الهادئ، الممتدة من مضيق ملقا إلى ساحل الأمريكتين. كانت تتألف من أربع مناطق: بولنيزيا، وميكرونيسيا، وماليزيا (التي تسمى الآن أرخبيل الملايو)، وميلانيزيا. تندرج اليوم أجزاء من ثلاث قارات جيولوجية في مصطلح «أوقيانوسيا»: أوراسيا، وأستراليا، وزيلانديا، وكذلك الجزر البركانية غير القارية للفلبين، ووالاسيا، والمحيط الهادئ المفتوح.
تمتد أوقيانوسيا من الغرب حتى غينيا الجديدة، ومن الشمال الغربي حتى جزر بونين، وإلى جزر هاواي في الشمال الشرقي، وإلى جزيرة القيامة وجزيرة إيسلا سالاس واى غوميز في الشرق، ومن الجنوب حتى جزيرة ماكواري. لا تضم أوقيانوسيا جزر المحيط الهادئ كتايوان، وجزر ريوكيو، والأرخبيل الياباني، حيث تننمي جميع تلك الجزر لحدود قارة آسيا، كما تنتمي جزر ألوتيان لقارة أمريكا الشمالية. تمتد أوقيانوسيا 28 درجة شمالًا إلى جزر بونين في نصف الكرة الشمالي، و55 درجة جنوبًا إلى جزيرة ماكواري في نصف الكرة الجنوبي.
تتكون الجزر الأوقيانوسية من أربعة أنواع أساسية: الجزر القارية، والجزر العالية، والشعاب المرجانية، والجزر المرجانية العالية. تُعد الجزر العالية ذا أصل بركاني، والعديد منها يحتوي على براكين نشطة. من بين هذه الجزر جزيرة بوغاينفيل، وهاواي، وجزر سليمان.
تُعتبر أوقيانوسيا واحدة من النطاقات البيئية الثمانية الأرضية التي تشكل المناطق الإيكولوجية الرئيسية في الكوكب. ترتبط هذه المفاهيم بأوقيانوسيا الدنيا، وهي جزء من جزيرة ميلانيزيا الغربية التي كانت مأهولة لعشرات الآلاف من السنين، وأوقيانوسيا النائية التي استُوطنت مؤخرًا. لا يقتصر عدد قليل من الجزر الأوقيانوسية على المحيط الهادئ، رغم أن معظم تلك الجزر تقع في جنوب المحيط الهادئ، إذ تقع جزيرة كانغارو، على سبيل المثال، في المحيط الجنوبي، وتقع جزر أشمور وكارتيير في المحيط الهندي، ويواجه الساحل الغربي لتاسمانيا المحيط الجنوبي. الشعاب المرجانية في جنوب المحيط الهادئ هي تشكلات منخفضة تكونت من تدفقات الحمم البازلتية تحت سطح المحيط. يُعد الحيد المرجاني العظيم أحد أكثر الشعب ضخامة، ويقع قبالة شمال شرق أستراليا مع سلاسل من الشعاب المرجانية. تُعتبر الأرصفة المرجانية ثاني نوع من الجزر التي تشكلت من المرجان، وعادة ما تكون أكبر قليلًا من الجزر المرجانية المنخفضة. أحد الأمثلة على ذلك جزيرة بانابا (جزيرة المحيط سابقًا) وجزيرة ماكاتيا التي تقع في مجموعة تواموتو في بولينزيا الفرنسية.

### الجغرافيا الطبيعية
تكونت أوقيانوسيا في الأصل كأراضي للمحيط الهادئ، تمتد من مضيق ملقا إلى ساحل القارة الآسيوية. وتضم أربع مناطق هي:
- بولنيزيا
- مايكرونيزيا
- ماليزيا (التي تسمى الآن أرخبيل الملايو)
- ميلانيزيا (التي تسمى الآن أسترالاسيا)[10]

وتشمل أجزاء من ثلاثة قارات جيولوجية، أوراسيا، أستراليا، وزيلاندا، وكذلك الغير القارية كالجزر البركانية في الفلبين، ووالاكيا والمحيط الهادئ المفتوح.
حدود أوقيانوسيا كالتالي:
- سومطرة من الغرب
- جزر بونين من الشمال الغربي
- جزر هاواي من الشمال الشرقي
- جزيرة القيامة وجزيرتي سالاس وغوميز  [الإنجليزية] من الشرق
- جزيرة ماكواري من الجنوب،

وتستثنى كل من تايوان وريوكيو اليابانية وجزر ألوشيان من هامش آسيا.
الدول الموجودة في أوقيانوسيا لكنها لا تدرج في أوقيانوسيا الجيوسياسية هي إندونيسيا وماليزيا (من خلال بورنيو الماليزية) وبروناي والفلبين وتيمور الشرقية. تعدّ الجزر المتطرفة جغرافيا جزء لا يتجزأ سياسيا لليابان (بونين) وهاواي (الولايات المتحدة) وجزيرة القيامة (شيلي). وتستثني الأراضي الموجودة على صفيحة سوندا [الإنجليزية]، وتشكل غينيا الجديدة الاندونيسية جزء من القارة الأسترالية.

### الجغرافيا الحيوية (البيوجغرافيا)
تستخدم أوقيانوسيا من الناحية البيوجغرافية كمرادف سواء للمملكة البيئية الأسترالاسية (والاكيا وأسترالاسيا) أو للمملكة البيئية للمحيط الهادئ (ميلانيزيا، وبولينيزيا، وميكرونيزيا وبمعزل عن سواء نيوزيلندا  أو عن البر الرئيسى لغينيا الجديدة ).

### الجغرافيا البيئية (الإكيوجغرافيا)
تمثل أوقيانوسيا واحدة من الممالك البيئية الثمانية الرئيسية لكوكب الأرض. المملكة البيئية لأوقيانوسيا [الإنجليزية] تشمل جميع ميكرونيزيا، وفيجي، وجميع بولينيزيا باستثناء نيوزيلندا، التي تشكب جنبا مع غينيا الجديدة وميلانيزيا وأستراليا المملكة البيئية الأسترالاسية [الإنجليزية] المنفصلة. يعدّ أرخبيل الملايو جزء من المملكة البيئية الإندومالية.
كما تعدّ أوقيانوسيا النائية جزء من جزيرة ميلانيزيا الغربية التي كانت مأهولة بالسكان منذ عشرات الآلاف من السنين، بينما أستوطنت أوقيانوسيا حديثا.

### الجغرافيا السياسية (الجيوسياسيا)

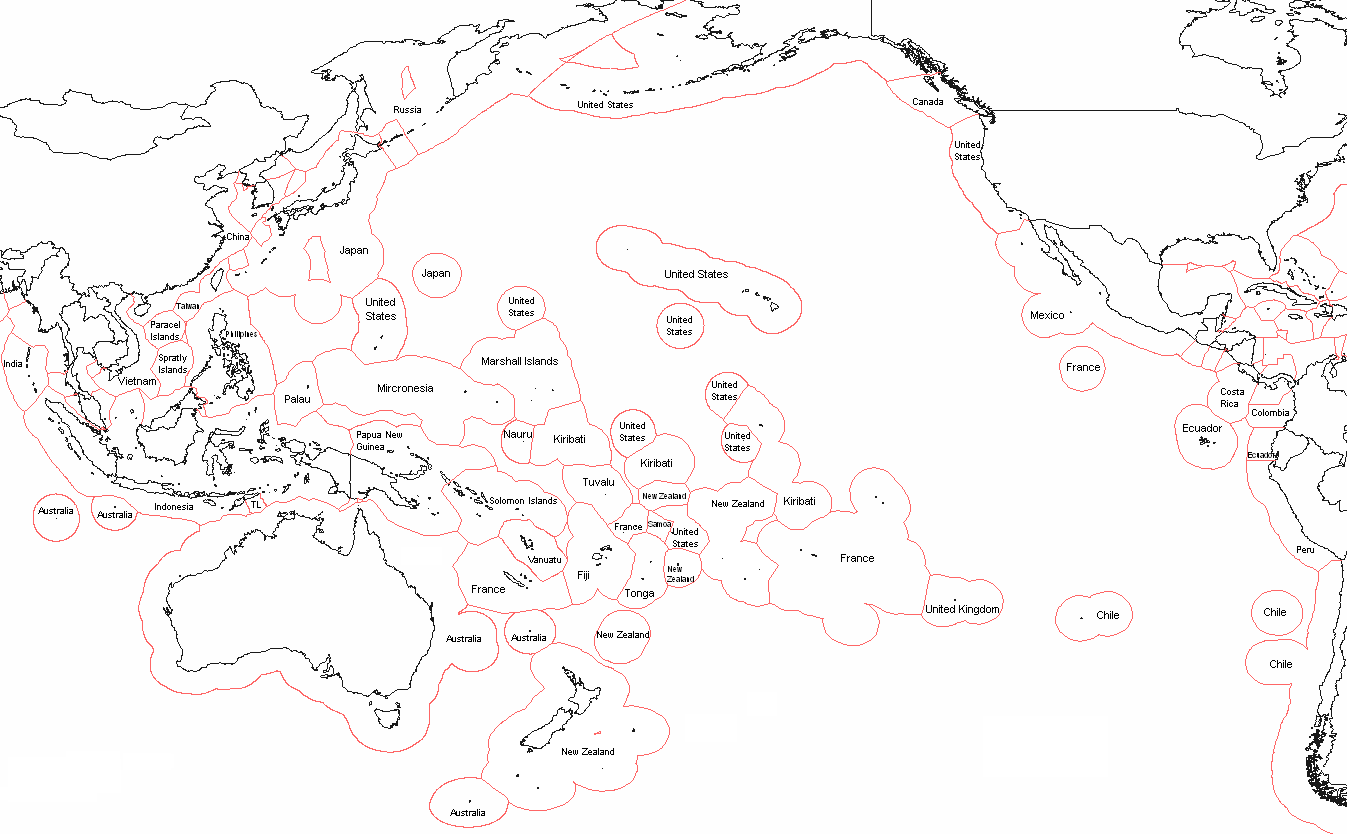
المناطق الاقتصادية في منطقة المحيط الهادئ، وتبين أوقيانوسيا

في المفهوم الجيوسياسي المستخدم في المخطط الجغرافي للأمم المتحدة، واللجنة الأولمبية الدولية، وعدة أطالس، أوقيانوسيا تضم أستراليا ودول المحيط الهادئ من غينيا الجديدة البابوية الشرقية، ولا تضم أرخبيل الملايو أو غينيا الجديدة الأندونيسية.

### تعريفات أخرى
- يستخدم أحيانا هذا المصطلح أكثر تحديدا مما كانت عليه في المفهوم الجيوسياسي للدلالة على القارة التي تضم أستراليا والجزر القريبة.[5][17]
- تشكل نيوزيلندا الركن الجنوبي الغربي من المثلث البولينيزي. وتعدّ شعوب الماوري الأصلية من الثقافات الكبرى في بولينيزيا. وتعدّ جزءا من أستراليا.[14]
- أوسع تعريف لأوقيانوسيا يشمل المنطقة الواقعة بين قارتي آسيا والأمريكتين، وبالتالي تشمل جميع جزر المحيط الهادئ مثل الأرخبيل الياباني، وتايوان، وجزر ألوشيان.[18]

### مناطق أوقيانوسيا
- أسترالاسيا
- ميلانيسيا
- ماكرونيزيا
- بولنيسيا

ولكن اسم أوقيانوسيا هو لفظ قديم لم يعد شائعاً الآن، ومن الأصح أن نقول أستراليا فقط، وهي من قارات العالم الجديد.

### أكبر المدن
أكبر مدن أوقيانوسيا موجودة أساسا في أستراليا، وهو البلد الأكثر سكانا بالقارة، هذا هو ترتيبها:
1. سيدني: 4,4 مليون نسمة (أستراليا)
2. ملبورن: 3,5 مليون نسمة (أستراليا)
3. بريزبان: 1,8 مليون نسمة (أستراليا)
4. بيرث: 1,4 مليون نسمة (أستراليا)
5. أديليد: 1,1 مليون نسمة (أستراليا)
6. أوكلاند: 1,1 مليون نسمة (نيوزيلندا)
7. هونولولو: 900 ألف نسمة (هاواي)
8. غولد كوست: 550 ألف نسمة (أستراليا)

## التركيبة السكانية (الديموغرافيا)
يبين جدول الديموغرافيا ادناه المناطق الفرعية والدول لأوقيانوسيا الجيوسياسية. تم تصنيف البلدان والأقاليم في هذا الجدول وفقا للتخطيط الجغرافي للمناطق الفرعية المستخدمة في الأمم المتحدة.
| اسم المنطقة                             | المساحة الإجمالية (كم²) | عدد السكان (2002 تقديري) | الكثافة السكانية (في كم²) | العاصمة                          |
| --------------------------------------- | ----------------------- | ------------------------ | ------------------------- | -------------------------------- |
| أسترالاسيا                              |                         |                          |                           |                                  |
| أستراليا                                | 7,686,850               | 21,050,000               | 2.7                       | كانبرا                           |
| جزيرة كريسماس (أستراليا)                | 135                     | 1,493                    | 3.5                       | فلاينغ فيش كوف                   |
| جزر كوكوس (أستراليا)                    | 14                      | 632                      | 45.1                      | ويست آيلند                       |
| نيوزيلندا                               | 268,680                 | 4,108,037                | 14.5                      | ويلينغتون                        |
| جزيرة نورفولك (أستراليا)                | 35                      | 1,866                    | 53.3                      | كينغستون (جزيرة نورفولك)         |
| ميلانيسيا                               |                         |                          |                           |                                  |
| فيجي                                    | 18,270                  | 856,346                  | 46.9                      | سوفا                             |
| إندونيسيا (الجزء الأسترالية فقط)        | 499,852                 | 4,211,532                | 8.4                       | جاكارتا                          |
| كاليدونيا الجديدة (فرنسا)               | 19,060                  | 207,858                  | 10.9                      | نوميا                            |
| بابوا غينيا الجديدة                     | 462,840                 | 5,172,033                | 11.2                      | بورت مورسبي                      |
| جزر سليمان                              | 28,450                  | 494,786                  | 17.4                      | هونيارا                          |
| فانواتو                                 | 12,200                  | 196,178                  | 16.1                      | بورت فيلا                        |
| مايكرونيزيا                             |                         |                          |                           |                                  |
| ولايات ميكرونيسيا المتحدة               | 702                     | 135,869                  | 193.5                     | بالكير                           |
| غوام (الولايات المتحدة)                 | 549                     | 160,796                  | 292.9                     | هاجاتنا                          |
| كيريباتي                                | 811                     | 96,335                   | 118.8                     | جنوب تاراوا                      |
| جزر مارشال                              | 181                     | 73,630                   | 406.8                     | ماجورو                           |
| ناورو                                   | 21                      | 12,329                   | 587.1                     | يارين                            |
| جزر ماريانا الشمالية (الولايات المتحدة) | 477                     | 77,311                   | 162.1                     | سايبان                           |
| بالاو                                   | 458                     | 19,409                   | 42.4                      | ميليكيوك                         |
| جزيرة ويك (الولايات المتحدة)            | 2                       | 12                       |                           | جزيرة ويك                        |
| بولنيسيا                                |                         |                          |                           |                                  |
| ساموا الأمريكية (الولايات المتحدة)      | 199                     | 68,688                   | 345.2                     | باجو باجو، فاجاتوجو [الإنجليزية] |
| جزر كوك (نيوزيلاندا)                    | 240                     | 20,811                   | 86.7                      | افاروا                           |
| جزيرة القيامة (تشيلي)                   | 163.6                   | 3,791                    | 23.1                      | هانجا روا                        |
| بولينزيا الفرنسية (فرنسا)               | 4,167                   | 257,847                  | 61.9                      | بابيتي                           |
| هاواي (الولايات المتحدة)                | 16,636                  | 1,283,388                | 72.8                      | هونولولو                         |
| نييوي (نيوزيلاندا)                      | 260                     | 2,134                    | 8.2                       | الوفي                            |
| جزر بيتكيرن (المملكة المتحدة)           | 5                       | 47                       | 10                        | آدمزتاون                         |
| ساموا                                   | 2,944                   | 178,631                  | 60.7                      | أبيا                             |
| توكيلاو (نيوزيلاندا)                    | 10                      | 1,431                    | 143.1                     | نوكونونو                         |
| تونغا                                   | 748                     | 106,137                  | 141.9                     | نوكو ألوفا                       |
| توفالو                                  | 26                      | 11,146                   | 428.7                     | فونافوتي                         |
| واليس وفوتونا (فرنسا)                   | 274                     | 15,585                   | 56.9                      | ماتا اوتو                        |
| المجموع الكلي                           | 8,536,716               | 35,669,267               | 4.2                       |                                  |
| المجموع بدون أستراليا الأم              | 849,866                 | 13,641,267               | 16.1                      |                                  |

| المحيط الهادئ الشمالي المحيط الهادئ الجنوبي أستراليا نيوزيلندا NZ هاواي جزيرة ويك ميكرونيسيا بالاو بابوا غينيا الجديدة إندونيسيا جزيرة القيامة بولينيزيا الفرنسية جزر كوك كاليدونيا الجديدة فيجي توفالو كيريباس سليمان توكلو جزر المارشال ناورو أرخبيل غالاباغوس فاناتو تونغا جزر بيتكيرن غوام جزيرة نورفولك MP ساموا AS WF نييوي CC CX |
| خريطة دول وأقاليم أوقيانوسيا متضمنة أستراليا ونيوزيلندا |

## الديانة
المسيحية في أوقيانوسيا هي الديانة السائدة ويبلغ عدد مسيحيين أوقيانوسيا 25.7 مليون ويشكلون حوالي 73.3% من سكان أوقيانوسيا، و1.19% من مسيحيي العالم، المسيحيون في أوقيانوسيا يتناصفون بين كاثوليك وبروتستانت. يعتنق 70.1% من سكان أستراليا ونيوزيلاندا الديانة المسيحيّة؛ ويعتنق 92.1% من سكان جزر ميلانيزيا الديانة المسيحيّة؛ وتتصدر المذاهب البروتستانتيّة كأكبر الطوائف المسيحيّة في جزر ميلانيزيا ويُعتبر مذهب الميثوديّة أكبر المذاهب المسيحيّة في جزر ميلانيزيا. وتشكّل المسيحيّة نسبة 93.1% من السكان في مجموعة جزر مايكرونيزيا، أكثر من نصف المسيحيين (60%) في مجموعة جزر مايكرونيزيا هم من الكاثوليك في حين أن النسبة الباقية هي من نصيب الطوائف البروتستانتيّة. ويعتنق 96.1% من سكان مجموعة جزر بولنيزيا الديانة المسيحية؛ أكثر من نصف المسيحيين (52.6%) في مجموعة جزر بولنيزيا هم من البروتستانت بالأخص أتباع مذهب الأبرشانيّ في حين أنّ النسبة المتبقيّة من نصيب الكنيسة الرومانية الكاثوليكية.
كما تسود الديانات التقليدية كالإحيائية في أوساط القبائل والإيمان بالأرواح الشريرة (ماسالاي بلغة التوك بيسين)، والتي ينحي عليها الناس باللائمة بتسببها في «تسممهم» ووقوع الكوارث والموت. حسب استطلاعات الرأي الأخيرة في أستراليا ونيوزيلندا توجد نسبة كبيرة من السكان الذين يقولون انهم لا ينتسبون إلى أي دين (وأغلبهم ينتمي إلى الإنسانية والإلحاد، واللاأدرية، والعقلانية). في تونغا تأثر التقاليد البولينيزية بشكل كبير على الحياة اليومية، إضافة إلى الايمان المسيحي. ويشكل معبد مشارق الأذكار البهائي في تياباباتا بساموا واحدًا من المعابد السبعة الرئيسية عند البهائية.

## الزراعة والثروة الحيوانية
تنتشر في قارة أوقيانوسيا رعاية الماشية كالأبقار والأغنام والخنازير بشكل كبير، خاصةً في نيوزيلندا وشرقي أستراليا. ويزرع القطن والحبوب والموز بكثرة نظرا لكثرة المناطق الساحلية في أستراليا ونيوزيلندا.

## السياسة
أستراليا ذو نظام ملكي دستوري برلماني فدرالي، يعتلي الملك تشارلز قمة هرمه كملك لأستراليا، وهو دور يختلف عن منصبه كملك لعوالم الكومنولث الأخرى. يمثل الحاكم العام الملك في أستراليا على المستوى الفيدرالي، ويمثل المحافظون الملك على مستوى الولايات، ويعملون بناء على مشورة وزرائها. توجد جماعتان سياسيتان رئيسيتان تشكلان الحكومة عادة، على المستوى الفيدرالي والولاياتي، وهما حزب العمال الأسترالي، والائتلاف الليبرالي الوطني، وهو تجمع رسمي للحزب الليبرالي وحليفه الأصغر الحزب الوطني. يمثل الائتلاف، وفقًا للثقافة السياسية الأسترالية، وسط اليمين، ويمثل حزب العمال اليسار المعتدل. تُعد قوات الدفاع الملكية الأسترالية أكبر قوة عسكرية في أوقيانوسيا بفارق كبير.

## الرياضة

### كرة القدم
اتحاد أوقيانوسيا لكرة القدم هو أحد الأعضاء الستة في الإتحاد الدولي لكرة القدم. وهو الاتحاد الوحيد الذي ليس له مقعد مضمون في نهائيات كأس العالم لكرة القدم.
حضرت أوقيانوسيا في أربع نهائيات كأس العالم، بمشاركة أستراليا في عام 1974 و2006 و2010، ونيوزيلندا في عام 1982 و2010. انضمت أستراليا سنة 2006 إلى الاتحاد الآسيوي لكرة القدم وتأهلت لنهائيات كأس العالم لسنة 2010، باعتبارها ممثل آسيوي. وتأهلت نيوزيلندا كممثل لاتحاد أوقيانوسيا بعد فوزها على البحرين، وبذلك عرفت كأس العالم سنة 2010 مشاركة فريقين لأول مرة من أوقيانوسيا، رغم مشاركتهم في اتحادات مختلفة.

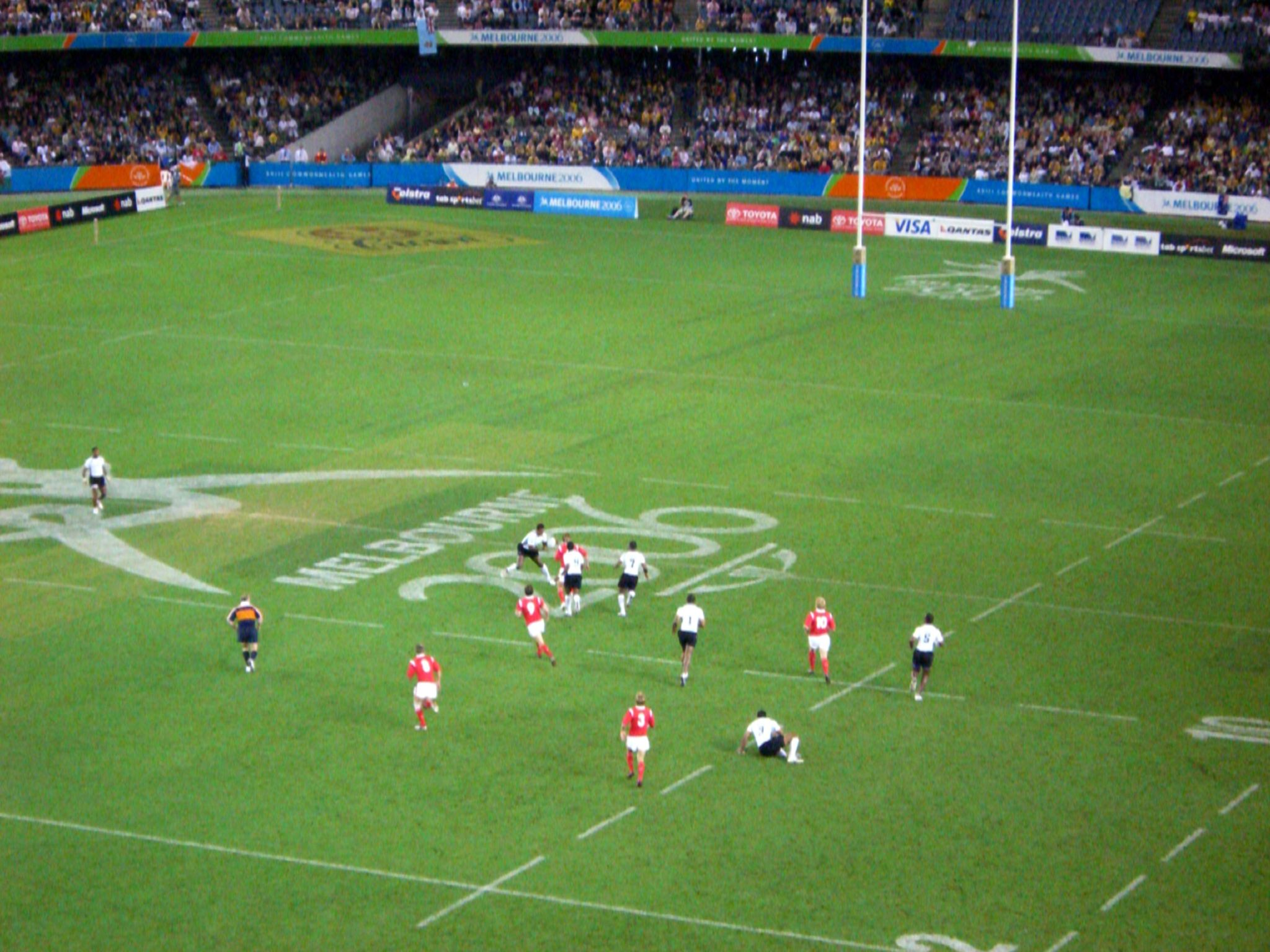
منتخب فيجي لرجبي سبعة في ويلز.

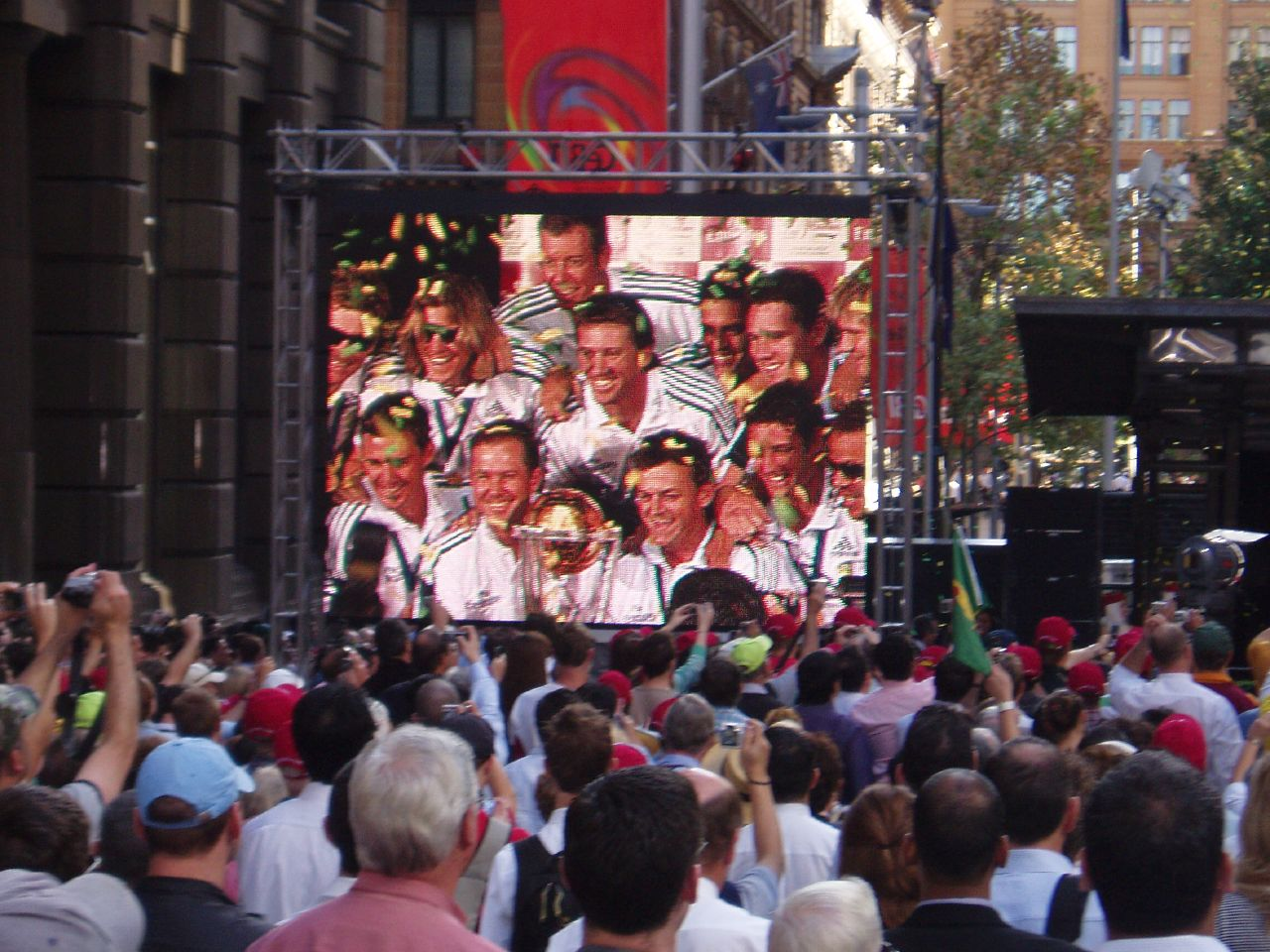
ترحيب المشجعين بالفريق الأسترالي بعد فوزه بكأس العالم للكريكيت سنة 2007

### ألعاب المحيط الهادئ
دورة ألعاب المحيط الهادئ (ألعاب جنوب المحيط الهادئ سابقًا)، هي أحداث رياضية متعددة، تشبه كثيرًا الألعاب الأولمبية (والفرق إن هذه تلعب على نطاق أصغر بكثير)، وتعرف مشاركة بلدان مختلفة من منطقة المحيط الهادي ويعقد مرة كل أربع سنوات، وبدأت في عام 1963.

### دوري الرجبي
دوري الرجبي هي الرياضة الشعبية في جميع أنحاء أوقيانوسيا، والرياضة الوطنية لبابوا غينيا الجديدة (ثاني دولة من حيث عدد السكان في أوقيانوسيا بعد أستراليا)، وتحظى بشعبية كبيرة في أستراليا، وتستقطب اهتماما كبيرا في جميع أنحاء نيوزيلندا وجزر المحيط الهادي.
أستراليا ونيوزيلندا تعدّان من أفضل منتخبات العالم، فأستراليا فازت بكأس العالم لدوري الرجبي تسع مرات في حين فازت نيوزيلندا بكأس العالم لأول مرة في عام 2008.
استضافت أستراليا بطولة كأس العالم الثانية في 1957. كما استضافت كل من أستراليا ونيوزيلندا كأس العالم لسنوات 1968 و1977 بتنظيم مشترك. واستضافت نيوزيلندا المباراة النهائية للمرة الأولى في بطولة 1985 - 1988 وأستراليا استضافت بطولة 2008.

### اتحاد الرجبي
اتحاد الرجبي هو من بين الألعاب الرياضية الأكثر شعبية جنبا إلى دوري الرجبي، وهي الرياضة الوطنية في نيوزيلندا وساموا وفيجي وتونغا. فريق فيجي لاتحاد الرجبي سبعة يعدّ من بين أنجح فرق العالم، جنبًا إلى نيوزيلندا.
فازت أستراليا بكأس العالم لاتحاد الرجبي مرتين (متعادلة مع فريق جنوب أفريقيا الذي فاز أيضًا مرتين). وفازت نيوزيلندا بكأس العالم الأولى عام 1987. واستضافت كل من أستراليا ونيوزيلندا كأس العالم سنة 1987. واستضافت أستراليا الكأس سنة 2003 ونيوزيلندا سنة 2011.

### كريكت
الكريكت هي من الرياضات الصيفية الشعبية في أستراليا ونيوزيلندا. سيطرت أستراليا على بطولات الكريكت الدولية كونها الفريق رقم واحد لأكثر من عقد من الزمان، وقد فازت في ثلاثة نهائيات لكأس العالم للكريكيت. كما تعدّ نيوزيلندا منافسا قويا في هذه الرياضة، بفريقه الوطني نيو نيوزيلندا للكريكيت، الذي يسمى أيضا القبعات السوداء، والذي حقق نتائج مهمة في عدة منافسات. كل من أستراليا ونيوزيلندا لهم العضوية الكاملة في مجلس الكريكيت الدولي. وكل من فيجي وفانواتو وبابوا غينيا الجديدة هم أعضاء منتسبون لمجلس الكريكيت لأوقيانوسيا التي تنظم الكريكت في شرق آسيا والمحيط الهادئوالتي تنتسب إلى مجلس الكريكيت الدولي. الكريكيت الشاطئ هم نوع متغير ومبسط من لعبة الكريكيت يلعب في الشواطئ الرملية، هي أيضا رياضة شعبية ترفيهية في أستراليا.